# 科尔帕
科尔帕，是西班牙马德里自治区的一个市镇。总面积26平方公里，总人口444人（2001年），人口密度17人/平方公里。